# Beauchamp Duff
Sir Beauchamp Duff (Turriff, 17 febbraio 1855 – Londra, 20 gennaio 1918) è stato un generale britannico.

## Biografia
Nacque a Turriff in Scozia; era figlio di Garden William Duff e dalla prima moglie, Douglas Isabella Maria Urquhart. Studiò al Trinity College, Glenalmond, prima di entrare nella Royal Military Academy, dove si laureò nel 1874.

## Carriera
Nel 1874 entrò nella Royal Artillery  e servì nella guerra in Afghanistan (1878-1880). Nel 1881 venne trasferito allo Stato Maggiore indiano e poi frequentò lo Staff College (1888-1889).
Fu vice aiutante generale presso la sede dell'esercito indiano (1891-1895). Fu vice aiutante generale durante la Spedizione del Waziristan (1894-1895).
Dal 1895 al 1899 fu segretario militare del Comandante in Capo dell'India, prima di essere nominato segretario aggiunto per gli affari militari indiani nel Ministero della Guerra nel 1899. Tuttavia, nello stesso anno prese parte alla Seconda guerra boera (1899-1901). Al suo ritorno in India, servì come vice aiutante generale presso la sede dell'esercito indiano (1901-1902), prima di comandare il distretto di Allahabad come generale di brigata nel 1903.
Con la nomina di Lord Kitchener a Comandante in Capo dell'India nel mese di novembre 1902, Duff servì prima come aiutante generale dell'India (1903-1906) e poi come Capo di stato maggiore generale (1906-1909). Dopo la partenza di Kitchener, Duff servì come segretario presso il Dipartimento Militare dell'Ufficio India (1910-1914).
Nel 1914, fu nominato Aiutante di Campo Generale di Giorgio V. L'8 marzo 1914 fu nominato Comandante in Capo dell'India.

### Prima guerra mondiale
Durante la guerra, la campagna mesopotamica era sotto la responsabilità dell'esercito indiano fino al disastro della resa a Kut.
La campagna iniziò con lo sbarco a Bassora, nel novembre 1914, ma l'attacco a Baghdad nel 1915 di 9.000 uomini della 6ª divisione indiana comandata dal generale Townshend, finì in catastrofe quando le forze di invasione britannica vennero circondate a Kut El Amara e i tre tentativi, messi in atto per alleggerire la pressione sulle truppe britanniche e indiane intrappolate, si conclusero con un fallimento, costato 23.000 vite.
La resa, il 29 aprile 1916, fu descritta come uno dei peggiori disastri militari dell'esercito britannico.

## Morte
Duff fu conseguentemente sollevato dal comando il 1º ottobre 1916. Quando nel 1917 furono resi pubblici le conclusioni dell'inchiesta sull'accaduto, la Commissione esonerò il generale Townshend, ma fu dura nei confronti del governo indiano e, in particolare, di Duff e del viceré Lord Hardinge.
Non potendo vivere per la vergogna, Duff si suicidò il 20 gennaio 1918.

## Matrimonio
Sposò, l'8 febbraio 1877, Grace Maria Wood (?-12 agosto 1942). Ebbero tre figli:
- Evelyn Douglas Duff (1877-1897);
- Beauchamp Oswald Duff (1880-?), sposò Mary Lander;
- Douglas Giardino Duff (1886-?).